# Mário Bicák
Mário Bicák (* 21. Oktober 1979 in Prešov) ist ein ehemaliger slowakischer Fußballspieler.

## Vereinskarriere
Bicák spielte in der Jugend beim 1. FC Tatran Prešov. Den ersten Profivertrag bekam er beim Zweitligisten FC Steel Trans Ličartovce, beim gleichen, umbenannten Verein spielte er ab 2005, nach 2006 in der ersten slowakischen Liga. Bicák bekam 2008 einen Vier-Jahres-Vertrag beim ungarischen Verein Győri ETO FC, aber in zwei Jahren hat er dort nur 22 Spiele absolviert. Zum FC Spartak Trnava wechselte er im Juni 2010. In der Saison 2013/14 spielte er für ÖTSU Biberbach in der 2. Klasse Ybbstal. Danach wechselte er zum OFK Dynamo Malženice, wo er seine Karriere nach zwei Jahren beendete.

## Nationalmannschaft
Bicák spielte dreimal in der Slowakischen Fußballnationalmannschaft.